# Borough de Ballymena
Le borough de Ballymena (Ballymena Borough en anglais et Buirg an Bhaile Meánaigh en gaélique d’Irlande), officiellement appelé Ballymena (An Baile Meánach en gaélique d’Irlande), est un ancien district de gouvernement local d’Irlande-du-Nord.
Créé en octobre 1973, il fusionne avec le borough de Carrickfergus et celui de Larne en mars 2015 pour créer un autre district de gouvernement local, Mid and East Antrim.

## Géographie
Le district est situé dans le comté d’Antrim.

## Histoire
Un district de gouvernement local (local government district en anglais) du nom de Ballymena est créé le 17 juillet 1972 par le Local Government (Boundaries) Order (Northern Ireland) du 20 juin 1972. Les institutions du district entrent en vigueur à compter du 1er octobre 1973 au sens du Local Government Act (Northern Ireland) du 23 mars 1972.
Par délibération du conseil du district du 23 août 1973, le district de Ballymena relève la charte de la corporation du borough de Ballymena. Il devient donc, à compter du 1er octobre, le borough de Ballymena,.
La majeure partie des territoires des boroughs de Ballymena, de Carrickfergus et de Larne sont réunis par le Local Government (Boundaries) Act (Northern Ireland) du 23 mai 2008. Le borough résultant de la fusion des anciens districts, Mid and East Antrim, est créé à compter du 1er avril 2015 par le Local Government (Boundaries) Order (Northern Ireland) du 30 novembre 2012.

## Administration

### Conseil
Le Ballymena Borough Council, littéralement, le « conseil du borough de Ballymena », est l’assemblée délibérante du borough de Ballymena, composée de 21 (1973-1985), de 23 (1985-1993) puis de 24 membres (1993-2015), appelés les conseillers (councillors).
Un maire (mayor) et un vice-maire (deputy mayor) sont élus parmi les conseillers à l’occasion de chaque réunion générale annuelle du conseil du borough.

### Circonscriptions électorales
Le district de gouvernement local est divisé en autant de sections électorales (wards en anglais) que de conseillers. Celles-ci sont distribuées par zone électorale de district (district electoral area).
| Zone                           | 1973-1985,                                                              | 1985-1993                                                                              | 1993-2015                                                                       |
| ------------------------------ | ----------------------------------------------------------------------- | -------------------------------------------------------------------------------------- | ------------------------------------------------------------------------------- |
| Première zone et ses sections  | A (4 sièges)                                                            | Ballymena Town (7 sièges)                                                              | Ballymena North (7 sièges)                                                      |
| Première zone et ses sections  | - Broughshane - Craigywarren - Glenravel - Slemish                      | - Ardeevin - Ballyloughan - Castle Demesne - Dunclug - Fair Green - Parl - Summerfield | - Acadamy - Ardeevin - Ballyloughan - Dunclug - Fair Green - Galgorm - Park     |
| Deuxième zone et ses sections  | B (6 sièges)                                                            | Braid Valley (5 sièges)                                                                | Ballymena South (7 sièges)                                                      |
| Deuxième zone et ses sections  | - Ahoghill - Cullybackey - Dunminning - Galgorm - Grange - Portglenone  | - Broughshane - Craigywarren - Dunminning - Glenravel - Slemish                        | - Ballee - Ballykeel - Castle Demesne - Harryville - Kells - Moat - Summerfield |
| Troisième zone et ses sections | C (5 sièges)                                                            | Kells Water (6 sièges)                                                                 | Bannside (5 sièges)                                                             |
| Troisième zone et ses sections | - Ballee - Ballykeel - Glenwhirry - Harryville - Kells                  | - Ballee - Ballykeel - Glenwhirry - Harryville - Kells - Moat                          | - Ahoghill - Cullybackey - Dunminning - Grange - Portglenone                    |
| Quatrième zone et ses sections | D (6 sièges)                                                            | The Main (5 sièges)                                                                    | Braid (5 sièges)                                                                |
| Quatrième zone et ses sections | - Ballyloughan - Castle Demesne - Dunclug - Fair Green - Park - Waveney | - Ahoghill - Cullybackey - Galgorm - Grange - Portglenone                              | - Broughshane - Craigywarren - Glenravel - Glenwhirry - Slemish                 |